# Terminal de Ómnibus de Concordia
La Estación Terminal de Ómnibus "Hipólito Yrigoyen" presta servicios públicos de transporte de corta, media y larga distancia. Cuenta con servicios diarios hacia las localidades de Entre Ríos, capitales de provincia del país y países limítrofes.
En 1961 las autoridades municipales dispusieron la construcción de la Terminal de Ómnibus ya que la Ciudad carecía de ella. La licitación para su construcción se aprobó el 5 de abril de ese año, siendo esta adjudicada a la Bertoni y Lemesoff por la suma de $ 7.450.000 moneda nacional.
El 15 de noviembre de ese mismo año mediante Ordenanza N.º 15069 se designó a la terminal y a la plazoleta adyacente con el nombre de Hipólito Yrigoyen.

## Empresas
- Autotransporte 21
- Chadre
- Crucero del Norte
- E.T.A.
- Expreso Singer
- Flecha Bus
- Jovi Bus
- La Martina
- Nuevo Expreso
- Palmares
- Río Uruguay de Flecha Bus
- Ríos Tur
- San José/Rápido Tata
- Tigre Iguazú
- Vía Bariloche
- Zenit